# Кондрашин, Виктор Викторович
Ви́ктор Ви́кторович Кондра́шин (род. 4 августа 1961) — российский историк и политический деятель. Доктор исторических наук (2001), профессор (1997), почетный профессор ПГПУ (2008). Депутат Законодательного Собрания Пензенской области (с 2012 года). Член Совета Федерации РФ в 2015—2017 годах от законодательной власти Пензенской области.

## Биография
Окончил Пензенский государственный педагогический университет им. В.Г. Белинского (1983).
С 1999 года — заведующий кафедрой отечественной истории и методики преподавания истории исторического факультета Пензенского государственного педагогического университета им. В. Г. Белинского, с 2013 года — заведующий кафедрой истории России, краеведения и методики преподавания истории историко-филологического факультета Пензенского государственного университета. С 2016 г. — главный специалист Центра документальных публикаций Российского государственного архива социально-политической истории. С декабря 2017 г. — главный научный сотрудник, руководитель Центра экономической истории Института российской истории РАН.

## Научная деятельность
Один из крупных современных специалистов по истории российского крестьянства в XX веке и голода 1932—1933 годов в СССР. Автор более 300 публикаций, в том числе изданных в Канаде, Японии, Германии, Украине, Италии, Франции и других странах. С 1996 года по темам своих научных исследований выступал с докладами на международных конференциях в США, Англии, Франции, Японии, Дании, Швеции, Италии, Германии, Китае, Украине, Казахстане. Читал лекции в университетах США, Италии, Японии и других стран.
В феврале 1992 года после завершения обучения в очной аспирантуре Института российской истории РАН защитил там же кандидатскую диссертацию «Голод 1932—1933 гг. в деревне Поволжья» (научный руководитель В. П. Данилов). Затем работал научным сотрудником «Центра крестьяноведения» Московской высшей школы социальных и экономических наук, с 1997 года — докторант ИРИ РАН, с 1998 по 2010 год — участник российско-британских проектов ИРИ РАН и МВШСЭН, организованных В. П. Даниловым («Крестьянская революция в России. 1902—1922 гг.», «Советская деревня глазами ВЧК-ОГПУ-НКВД. 1918—1939 гг.», «Трагедия советской деревни: коллективизация и раскулачивание. 1927—1939 гг.»). Был одним из ответственных составителей и редакторов трёх томов документальной серии «Крестьянская революция в России», I тома серии «Трагедия советской деревни», а также I тома серии «Советская деревня глазами ВЧК-ОГПУ-НКВД».
После окончания аспирантуры участвовал в организации и осуществлении крупных международных проектов по истории советского крестьянства и истории Первой мировой войны с участием учёных из Японии, Австралии, Англии, Китая, США, Франции, Украины, Казахстана, Дании (российско-японского проекта с Токийским университетом «Современные российские и японские исследователи истории советского крестьянства XX века», международных проектов с Мельбурнским университетом и Университетом Назарбаева по темам «Мировой голод XX века», «Голод в Казахстане начала 1930-х гг.», российско-украинских проектов, посвящённых голоду 1932—1933 годов в СССР и крестьянскому повстанческому движению в России и на Украине в годы Гражданской войны (оба при поддержке РГНФ), международного проекта «Документальная история Пензенского края» и др.).
В 2001 году в Самарском государственном университете защитил докторскую диссертацию «Крестьянское движение в Поволжье в 1918—1922 гг.» (научный консультант В. П. Данилов).
С 2001 по 2005 год — соруководитель российско-японского научного проекта «История российского крестьянства в XX веке», с 2006 по 2007 год руководил совместным проектом РГНФ и НАН Украины «Современная российская и украинская историография голода 1932—1933 гг. в СССР». С 2008 по 2013 год — научный руководитель международного проекта Федерального архивного агентства России «Голод в СССР. 1929—1934 гг.» с участием архивов Белоруссии и Казахстана, учёных из Франции, Австралии и Дании (ответственный редактор и ответственный составитель документальной серии). Опубликовано четыре тома сборников документов по теме проекта.
В 2008 году привлекался МИДом РФ в качестве эксперта по вопросу противодействия фальсификации истории голода 1932—1933 годов в СССР, был консультантом Федерального агентства РФ[уточнить] во время работы в Москве комиссии ПАСЕ по данной проблеме. Научный эксперт существовавшей в 2009—2012 годах Комиссии по противодействию попыткам фальсификации истории в ущерб интересам России при президенте Российской Федерации.
Член экспертного совета по историческим наукам ВАК Минобрнауки России, заместитель председателя экспертного совета по международным и целевым конкурсам РГНФ, эксперт РГНФ и РНФ. Входит в состав редколлегий «Журнала российских и восточноевропейских исторических исследований» (фонд «Историческая память», Москва), журналов «Российская история», «Новейшая история России», «Центр и периферия» (НИИ гуманитарных наук при Правительстве Республики Мордовия), главный редактор журнала «Известия высших учебных заведений. Поволжский регион». Занимал должность заместителя председателя специализированного докторского совета при СамГУ, был членом диссертационных советов при ПГПУ имени В. Г. Белинского и ТГУ имени Г. Р. Державина.
В 2007 году за научные заслуги решением учёного совета Пензенского государственного педагогического университета избран почётным профессором ПГПУ им. В. Г. Белинского. В 2009 году решением независимого общественного совета «100 лучших вузов России» монография «Голод 1932—1933 годов: трагедия российской деревни» (М.: РОССПЭН, 2008) получила диплом лауреата и золотую медаль в номинации «Книга года».
В 2015 году — приглашённый профессор университета Тохоку (Япония). С 2017 года — главный научный сотрудник, руководитель Центра экономической истории ИРИ РАН. В 2019 году — приглашённый профессор университета Тохоку (Япония).
Является противником теории голодомора как геноцида украинского народа, считая её «кощунственной и политически мотивированной»:

«Концепция „геноцида голодомором“ не выдерживает критики, а многие её постулаты являются откровенной профанацией».

«… в Украине происходит пляска на костях, когда трагедии используются в чисто конъюнктурных политических целях. … идёт самая настоящая спекуляция. … печально, то, что в этом участвуют учёные, историки».

По его мнению, наступление голода было обусловлено комплексом причин, главной из которых была аграрная политика сталинского руководства. Голод 1932—1933 годов, по словам Кондрашина, — «общая трагедия народов СССР».

## Политическая деятельность
14 октября 2012 года избран депутатом Законодательного Собрания Пензенской области пятого созыва от Пензенского регионального отделения политической партии «Единая Россия» (по партийным спискам).
11 августа 2015 года избран членом Совета Федерации Федерального Собрания Российской Федерации — представителем от Законодательного Собрания Пензенской области.
В сентябре 2017 г. избран депутатом Законодательного Собрания Пензенской области шестого созыва от Пензенского регионального отделения политической партии «Единая Россия» (по партийным спискам).
С 2016 г. — сопредседатель программы «Держава XXI век».
С декабря 2017 года является членом научно-экспертного совета при Председателе Совета Федерации Федерального Собрания Российской Федерации.

## Критика
Критике подверглась пояснительная записка В. В. Кондрашина к документальному трехтомнику «Голод в СССР. 1929—1934», в которой он указывал, что документы для этого сборника должны подбираться с таким расчётом, чтобы показать универсальный характер хлебозаготовок 1932 года, осуществляемый одними и теми же методами в кризисных регионах и трагедию всего советского крестьянства, без акцента на Украину. Историк Алексей Миллер назвал такой подход элементом «исторической политики», которая ведёт к «борьбе национальных историографий».
Историк Георгий Касьянов, признавая более солидную, по сравнению с его визави по проблеме голода 1932—1933 годов С. В. Кульчицким, источниковую и историографическую базу и более широкий интеллектуальный контекст исследования Кондрашина, указывал, на наличие не менее отчетливой, чем у его оппонентов, «политико-идеологической составляющей» и «явно неакадемической мотивации» в научной деятельности российского историка, которые проявляются, с одной стороны, в «просветительском и общественном мессианстве» (публикация обращений к украинским историкам с «аргументацией, которую трудно назвать академической»), с другой — в практических действиях наподобие вышеупомянутой практики подбора документов.

## Основные работы
- Крестьянское движение в Поволжье в 1918—1922 гг. — М.., 2001. — 544 с.
- Кондрашин В. В., Пеннер Д. Голод: 1932—1933 годы в советской деревне (на материалах Поволжья, Дона и Кубани) — Самара — Пенза, 2002. — 432 с.
- Голод 1932—1933 гг. в российской деревне. — Пенза, 2003. — 366 с.
- Голод 1932—1933 годов. Трагедия российской деревни. — М., 2008. — 520 с.
- Крестьянство России в Гражданской войне: к вопросу об истоках сталинизма. — М.: РОССПЭН, 2009. — 575 с.
- Современная российско-украинская историография голода 1932—1933 гг. в СССР / Науч. ред. В. В. Кондрашин. — М., 2011. — 471 с.
- Люди во времени: записки историка. — Пенза — Саранск, 2012. — 552 с.
- Victor Kondrashine. La famine en URSS. 1929—1934. Paris: AEHREE, 2013. — 384 p.
- Кондрашин В. В. Хлебозаготовительная политика в годы первой пятилетки и её результаты (1929—1934 гг.). — М., 2014. — 375 с.
- Голод в СССР. 1929—1934: В 3 т. Т. 1: 1929 — июль 1932: В 2 кн. Кн. 1 / Отв. сост. В. В. Кондрашин. — М.: МФД, 2011. — 656 с. (Россия. XX век. Документы).
- Голод в СССР. 1929—1934: В 3 т. Т. 1: 1929 — июль 1932: В 2 кн. Кн. 2. / Отв. сост. В. В. Кондрашин. — М.: МФД, 2011. — 560 с. (Россия. XX век. Документы).
- Голод в СССР. 1929—1934: В 3 т. Т. 2: Июль 1932 — июль 1933 / Отв. сост. В. В. Кондрашин. — М.: МФД, 2012. — 912 с. (Россия. XX век. Документы).
- Голод в СССР. 1929—1934: В 3 т. Т. 3: Лето 1933—1934. / Отв. сост. В. В. Кондрашин. — М.: МФД, 2013. — 960 с. (Россия. XX век. Документы).
- Историки-аграрники России XX — начала XXI вв.: творческий путь и международное сотрудничество. — Прага: Vedecko vydavatelske centrum «Sociosfera-CZ», 2014. — 198 с.
- Пензенская губерния в годы Первой мировой войны. 1914 — март 1918: В 2 кн. Кн. 1: 1914—1916 / Отв. сост. В. В. Кондрашин. — Прага: Vedecko vydavatelske centrum «Sociosfera-CZ», 2014. — 544 с. (Документальная история Пензенского края).
- Пензенская губерния в годы Первой мировой войны. 1914 — март 1918: В 2 кн. Кн. 2: 1917 — март 1918 / Отв. сост. В. В. Кондрашин. — Прага: Vedecko vydavatelske centrum «Sociosfera-CZ», 2014. — 596 с. (Документальная история Пензенского края).
- Кондрашин В. В. Хлебозаготовительная политика в годы первой пятилетки и её результаты (1929—1934 гг.). — М.: Политическая энциклопедия, 2014. — 375 с.
- Политбюро и «вредители»: Кампания по борьбе с «вредительством» на объектах военной промышленности / Сост. В. В. Кондрашин, О. Б. Мозохин (отв. составитель). — М.: МФД, 2016. — 752 с.
- «Первая заповедь»: Хлебозаготовки в СССР. 1931—1932 / Отв. сост. В. В. Кондрашин. — М.: МФД, 2016. — 784 с. — (История сталинизма).
- Российское крестьянство в эпоху революций и гражданской войны: регионально-национальный аспект / отв. ред. В. В. Кондрашин, В. А. Юрченков. — Саранск, 2016. 880 с.
- Кондрашин В. В., Мозохин О. Б. Политотделы МТС 1933—1934 гг. — М.: Русская книга, 2017. — 304 с.
- Крестьянство и казачество России в условиях революции 1917 г. и гражданской войны: национально-региональный аспект / отв. ред. В. В. Кондрашин, В. А. Юрченков. — М.; Саранск, 2017. — 1046 с.
- Кондрашин В. В. Голод 1932—1933 годов: трагедия российской деревни. 2-е изд., доп. и перераб. — М.: Политическая энциклопедия, 2018. — 566 с. — (История сталинизма).
- «После великого перелома». Хлебозаготовки и хлебозакупки в СССР. 1933—1934 / отв. сост. В. В. Кондрашин. — М.: Политическая энциклопедия, 2018. — 862 с.
- Восстановление сельского хозяйства Беларуси: 1943—1945: документы и материалы. Минск: Национальный архив Республики Беларусь, 2018. — 648 с. (в соавторстве).
- Политбюро и «вредительство». Кампания по борьбе с вредительством в сельском хозяйстве СССР: сб. док. М.: Кучково поле. 2018. — 848 с. (в соавторстве).
- Крестьянство в Гражданской войне: учебное пособие для магистрантов вузов (Учебное пособие для магистрантов). Москва; Берлин: Директ-Медиа, 2019. — 463 с.
- Восстановление сельского хозяйства Беларуси: 1946—1950: документы и материалы. Минск: НАРБ, 2023. — 924 с. (в соавторстве).
- Голод в России и Казахстане. 1927—1934: Сборник документов в 2 томах. Т. 1: Начало общей трагедии. 1927—1931. М.: Кучково поле Музеон, 2024. — 920 с. (в соавторстве).
- Голод в России и Казахстане. 1927—1934: Сборник документов в 2 томах. Т. 2: Кульминация трагедии. Выход из голода. 1932—1934. М.: Кучково поле музеон, 2024. — 1160 с. (в соавторстве).
- Кондрашин В. В. Российская деревня в условиях индустриальной модернизации. — М.: РОССПЭН, 2024. — 663 с. — (Экономическая история. Документы, исследования, переводы). — ISBN 978-5-8243-2562-1.

## Награды
- Национальная премия «Лучшие книги и издательства — 2015» за цикл работ по истории российского крестьянства
- Национальная премия «Лучшие книги и издательства — 2017» за участие в коллективной монографии «История Новороссии» (отв. ред. В. Н. Захаров) (М.: Центр гуманитарных инициатив, 2017).
- В 1992—2019 годах — лауреат грантов фондов Форда, Сороса, РГНФ и других за работы по аграрной истории России, Поволжья и Украины первой трети XX века, награжден медалью «За многолетний добросовестный труд» в связи с 70-летием ПГПУ, Большой золотой медалью «За обустройство земли российской» МЭД «Живая Планета» и Программы «Держава XXI век» с занесением имени на памятный знак в аллее Парка Победы на Поклонной горе в г. Москве, памятным знаком Евразийского народного фронта и русской фракции Латвийского сейма «Латышские стрелки — 100 лет», юбилейной медалью Главы Республики Башкортостан «100 лет образования Республики Башкортостан», юбилейной медалью «Героя Советского Союза Халык Кахарманы генерала армии Нурмагамбетова Сагадата Кожахметовича», учрежденной Казахстанским общественным объединением совета генералов, юбилейным знаком «10 лет» фонда «Историческая память».
- Медаль ордена «За заслуги перед Пензенской областью»
- Почетное звание Пензенской области «Заслуженный работник образования Пензенской области»
- Три благодарности Губернатора Пензенской области
- Почетная грамота Губернатора Пензенской области